# Fédération égyptienne de rugby à XV
La Fédération égyptienne de rugby à XV (officiellement en arabe : الاتحاد المصري للرجبي, en anglais : Egyptian Rugby Football Union) est l'instance qui régit l'organisation du rugby à XV en Égypte.

## Historique
Bien que le rugby à XV soit pratiqué en Égypte depuis 2007, il n'est pas à cette date régi par un organisme officiel ; une première association non-officielle est néanmoins formée en 2009. Un championnat national est par la suite formé à partir de 2010 ; néanmoins, l'instabilité politique sur le territoire national ayant conduit à la révolution égyptienne de 2011 ne permet pas la création d'un organisme officiel, cette dernière devant être approuvée par le ministère de la Jeunesse et des Sports.
En 2016, sous le ministre Khaled Abdel-Aziz, des contacts plus fructueux sont établis. La création officielle de la Egyptian Rugby Football Union est ainsi actée le 23 avril 2017 par le Comité olympique égyptien.
En 2019, la fédération devient membre de Rugby Afrique, organisme africain du rugby à XV.
Elle devient en novembre 2022 membre associé de World Rugby, organisme international du rugby à XV, avant de devenir à membre à part entière le 14 novembre 2024.

## Identité visuelle

Évolution du logo
Logo de 2017 à 2018.
Logo de 2018 à 2023.
Logo instauré en 2023.